# Gudme
Gudme är en tätort i Svendborgs kommun i Region Syddanmark i Danmark. Tätorten har 925 invånare (2024). Den ligger på Fyn, cirka 11,5 kilometer nordost om Svendborg. Gudme var centralort i Gudme kommun fram till kommunreformen 2007.
Historia
Gudme var ett viktigt handelscenter i Skandinavien under Romersk järnålder (100-400 e.Kr) och hade sin storhetstid mellan 200-600 e.Kr. Området har genomgått arkeologiska utgrävningar och inom själva bosättningen har över 6 000 metal föremål hittats och mer än 10 kg guldföremål. 